# Окологлазное кольцо
Окологлазное кольцо — это выразительно окрашенное кольцо вокруг глаз птиц. В более узком смысле это означает покрытую перьями область вокруг глаз, как например у белоглазковых (Zosteropidae) или американских тираннов рода Empidonax. Цветное неоперённое кольцо вокруг глаз называют орбитальным кольцом.
Обе формы могут быть важными определяющими признаками. У некоторых групп видов орбитальные кольца различаются по цвету, как, например, у чаек рода Larus. Окологлазное кольцо часто бывает декоративным, и его цвет может контрастировать с прилегающим оперением. Кольцо из перьев иногда бывает неполным, образуя «полукольцо» или «веки». В отсутствие выраженного окологлазного кольца, таковым часто называют  орбитальное кольцо птицы.

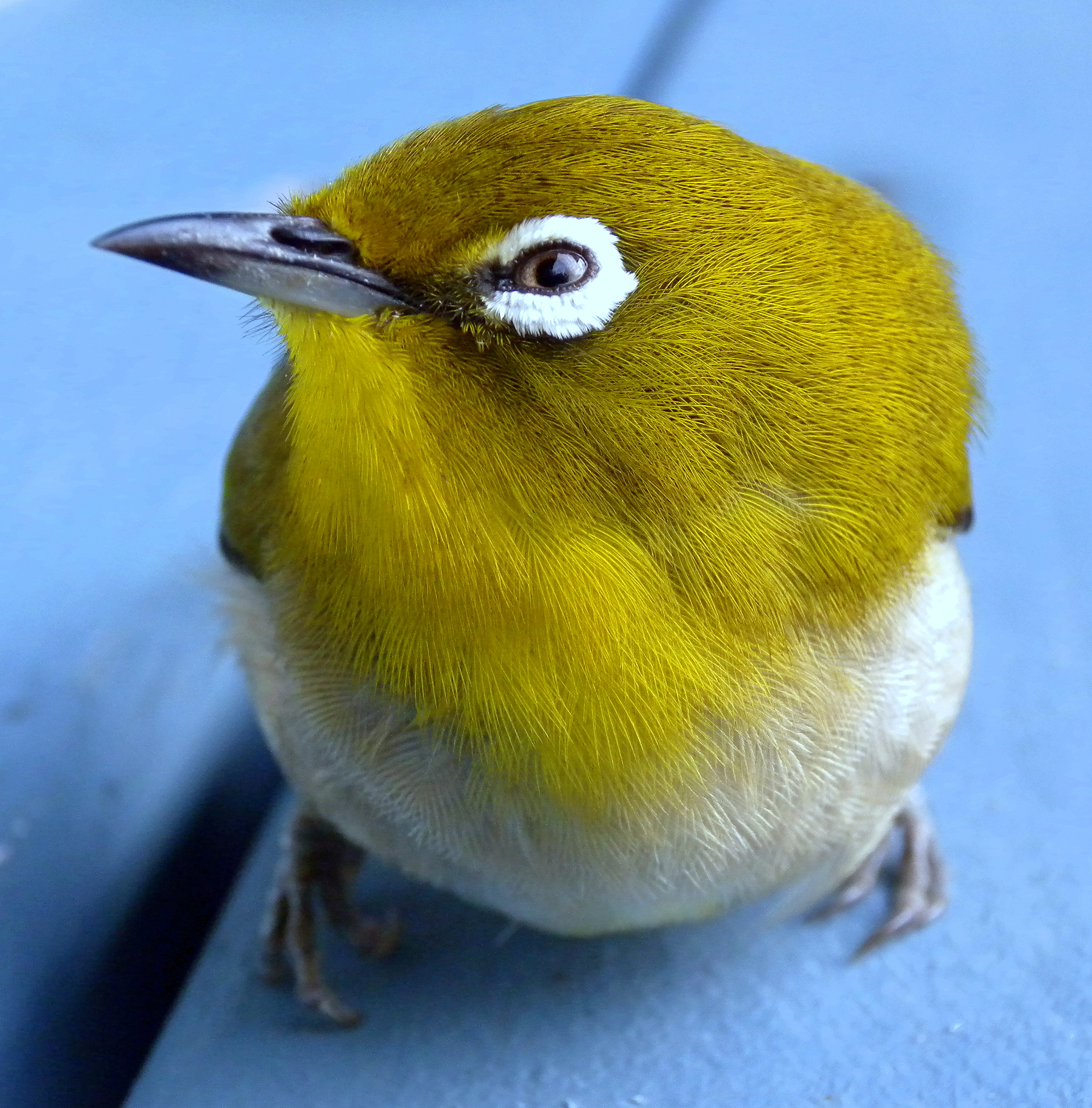
Белое, оперённое окологлазное кольцо у японской белоглазки
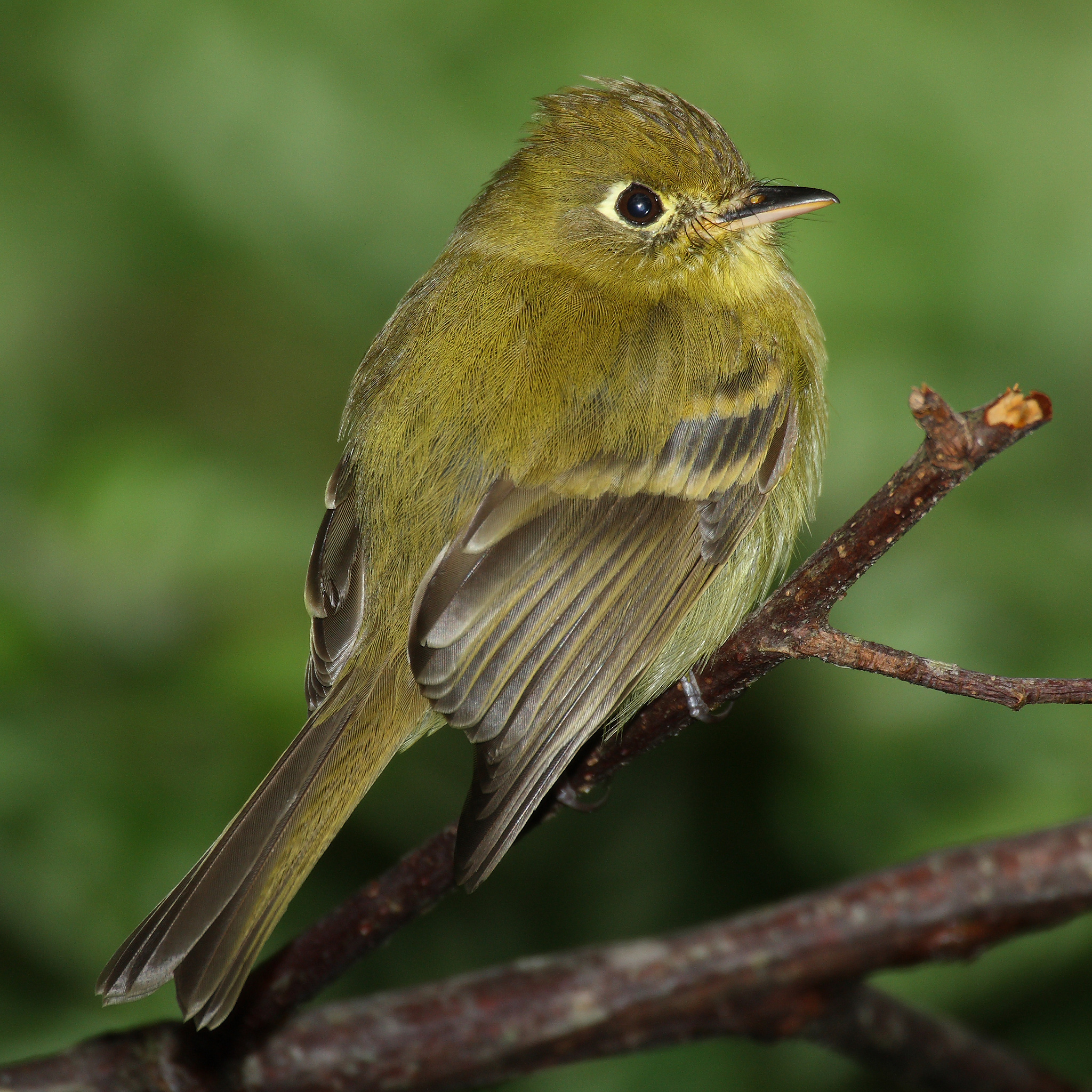
Желтобрюхая мухоловка с желтоватым окологлазным кольцом
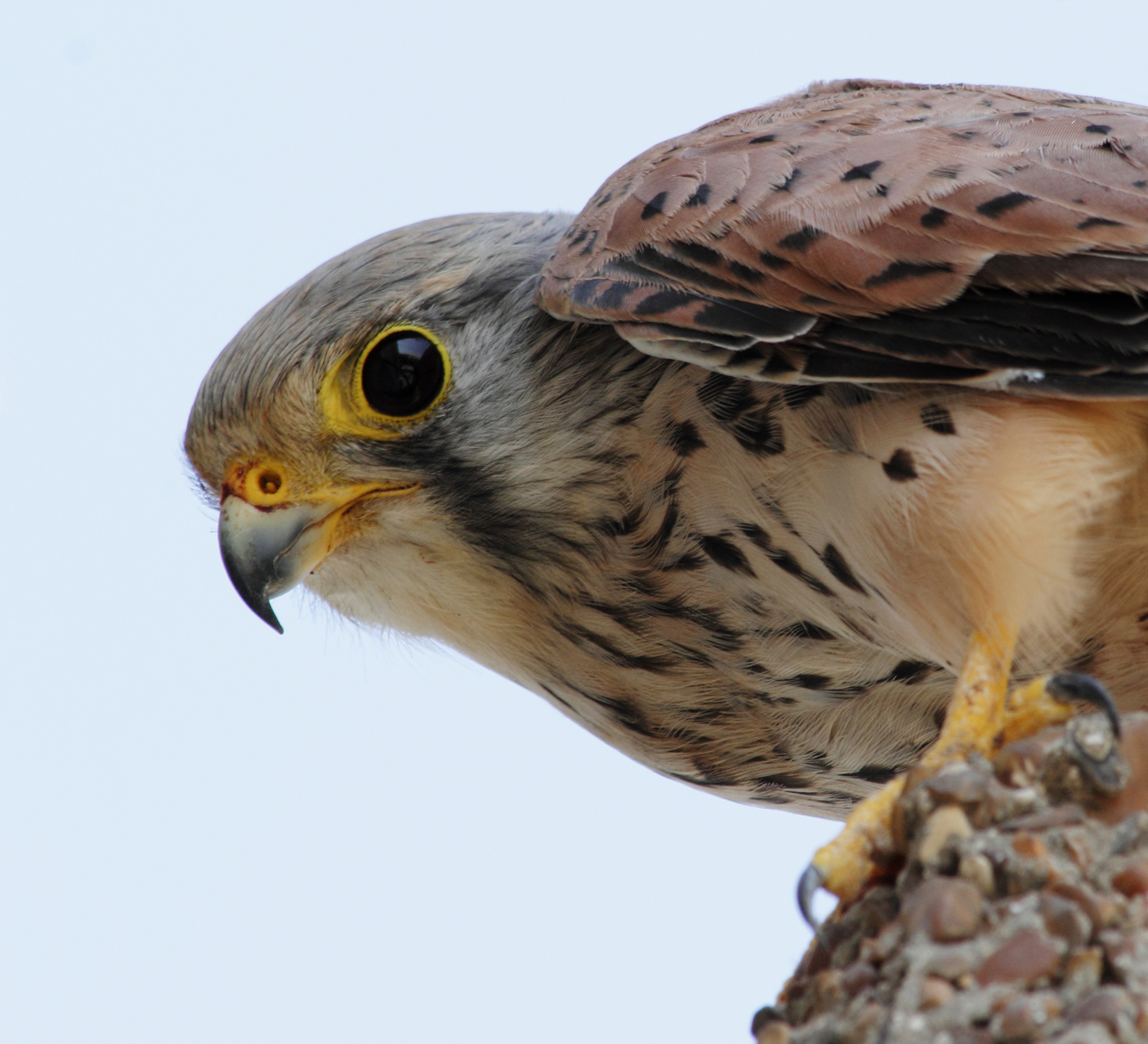
Неоперённое «веко» у обыкновенной пустельги
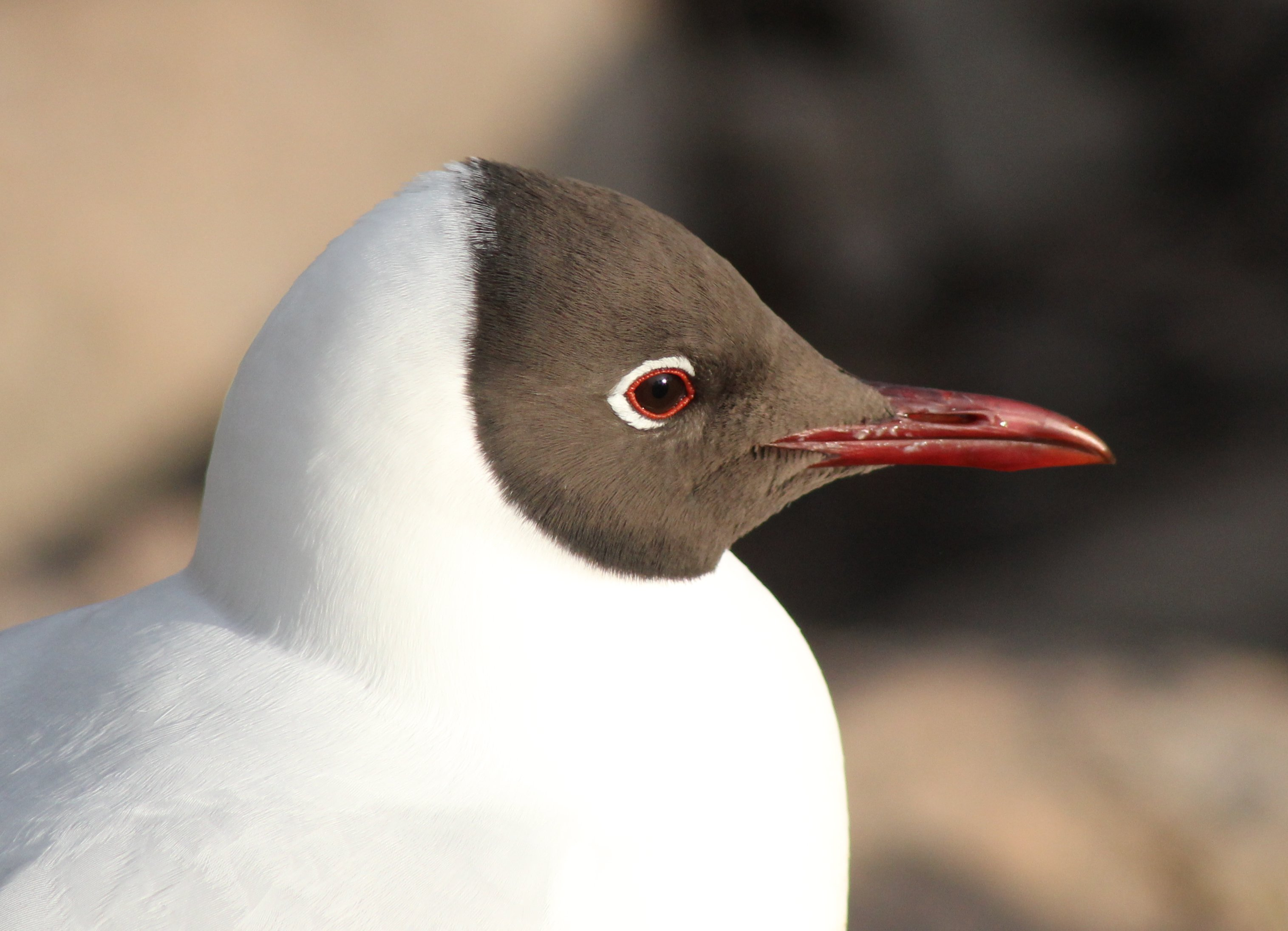
Белое полукольцо и красное орбитальное кольцо озёрной чайки